# Sylvana Tomaselli
Sylvana Palma Windsor, comtessa de St. Andrews (nascuda Sylvana Palma Tomaselli, 28 d maig de 1957), és esposa de George Windsor, comte de St. Andrews, fill gran i hereu del príncep Eduard, duc de Kent. Lady St. Andrews va néixer a Placentia, Terranova i Labrador, filla de Maximilian Karl Tomaselli, de Salzburg, i Josiane Preschez. Lady St. Andrews es va casar en primeres núpcies amb John Paul Jones, fill del capità Geoffrey Jones, de Barbados, el 25 de desembre de 1977 a Vancouver, i es van divorciar en 1981.

## Matrimoni i descendència
Tomaselli es va casar en segones núpcies amb Lord St Andrews a Leith, el 9 de gener de 1988. Segons els termes de l'Acta d'Establiment, sent ella catòlica, el seu espòs no es troba en la línia de successió als estats de la Commonwealth. Lord i Lady St. Andrews tenen tres fills: Edward Windsor, Lord Downpatrick, Marina-Charlotte Windsor i Amelia Windsor. Lord Downpatrick va ser rebut a l'Església catòlica el maig del 2003, de manera que formalment va renunciar al seu dret al Tron. Lady Marina-Charlotte va ser rebuda a l'Església catòlica el 2008 i també va perdre la seva posició en la successió al Tron. Dels seus tres fills, només Lady Amelia (que no pertany a l'Església Catòlica) es troba encara en la successió a la Corona.

## Carrera professional
Lady St. Andrews és acadèmica, historiadora i membre de St John's College de Cambridge. En l'actualitat és membre de Studies in History Part I and Social & Political Sciences a la Universitat de Cambridge. Ha estat escollida membre de la Royal Historical Society.

## Títols i estils
- 1957-1977: Srta. Sylvana Palma Tomaselli.
- 1977-1981: Sra. John Paul Jones.
- 1981-1988: Sra. Sylvana Jones.
- 1988-: Lady Jorge Windsor, condesa de St. Andrews.